# MODERN AGE
『MODERN AGE』（モダン・エイジ）は、日本のロックバンドDOESの4枚目のアルバム。2010年12月15日、キューンレコードより発売。

## 概要
- メジャー4枚目のアルバム。オリジナルアルバムでは、前作『The World's Edge』から約1年8ヶ月振りとなるリリース。
- 本作は音作りにこだわっており、ヴィンテージの機材等をかなり試したという。そのため「国内で使えるアンプとかは1台も使っていない（氏原）」とのこと。
- 本作で初めてアルバムにカップリング曲が収録されたが、両A面シングルである「夜明け前/チョコレート」の「チョコレート」は未収録となっている。両A面シングルの2曲目が収録されないのは、前作『The World's Edge』の「トーチ・ライター」と同様である。

## 収録曲
- 全作詞・作曲:氏原ワタル 編曲:DOES

1. バクチ・ダンサー
10thシングル
映画『劇場版 銀魂 新訳紅桜篇』主題歌
テレビ東京系列放送『よりぬき銀魂さん』オープニングテーマ
2. ロッカ・ホリデイ
3. 天国ジャム
4. スーパー・カルマ
5. ユリイカ
6. 神様と悪魔と僕
7. 群青夜
8. 僕たちの季節
10thシングルc/w
映画『劇場版 銀魂 新訳紅桜篇』エンディングテーマ
テレビ東京系列放送『よりぬき銀魂さん』エンディングテーマ
9. ジャック・ナイフ
11thシングル
PSPゲームソフト「喧嘩番長5　漢の法則」メインテーマソング
10. サイダー・ホテル
11. 夜明け前
9thシングル（両A面の1曲目）
12. 波に乗って